# Administrateur (États-Unis)
 (signalé en août 2025).
Si vous disposez d'ouvrages ou d'articles de référence ou si vous connaissez des sites web de qualité traitant du thème abordé ici, merci de compléter l'article en donnant les références utiles à sa vérifiabilité et en les liant à la section « Notes et références ».
- Archive Wikiwix
- Bing
- Cairn
- DuckDuckGo
- E. Universalis
- Gallica
- Google
- G. Books
- G. News
- G. Scholar
- Persée
- Qwant
- (zh) Baidu
- (ru) Yandex
- (wd) trouver des œuvres sur Wikidata

Pour les articles homonymes, voir Administrateur.
Un administrateur (en anglais : administrator) dans le gouvernement des États-Unis est la fonction du plus haut dirigeant d'une agence indépendante, en particulier lorsque le nom se termine par « administration ». Ce rôle peut être cumulé avec celui de sous-secrétaire. Il est nommé par le président des États-Unis et confirmé par le Sénat.
- Administrateur de l'Agence de protection de l'environnement des États-Unis
- Administrateur de la NASA
- Administrateur du Département des Anciens combattants des États-Unis (en)
- Administrateur de l'Agence des États-Unis pour le développement international (en)
- Administrateur de l'Agence américaine d'observation océanique et atmosphérique
- Administrateur de la National Nuclear Security Administration